# Civet, Pommier & Cie

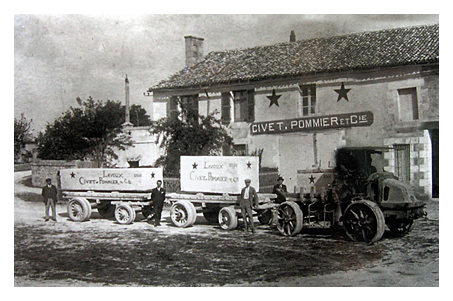
Bürogebäude in einem Steinbruch von Civet, Pommier & Cie

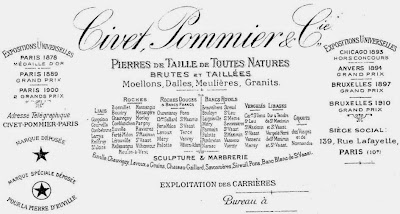
Briefkopf von Civet, Pommier & Cie, 1920er Jahre: Quadersteine aller Art, roh oder behauen:
Bruchsteine, Platten, Mühlsteine, Granit: Bildhauerei und Marmorverarbeitung in Euville, Chauvigny, Lavoux a Grains, Château Gaillard, Savonnières, Sireuil, Pons, Banc Blanc de S^{t.} Vast.

Civet, Pommier & Cie (später Carrières et Scieries de France) war ein Betreiber von etwa 70 Steinbrüchen und Steinsägewerken in Frankreich.

## Geschichte
Félix Civet (1809–1871) gründete im Jahr 1853 das Unternehmen Civet Fils et Cie, das später unter dem Namen Civet-Pommier bekannt wurde, nachdem sich Léon Pommier im Jahr 1883 mit Léon Civet (dem Sohn von Félix) zusammengeschlossen hatte. Aus der Civet-Pommier-Gruppe wurde 1971 Rocamat. Anfang des 20. Jahrhunderts betrieb Civet-Pommier zahlreiche Steinbrüche in Frankreich und beschäftigte bis zu zweitausend Arbeiter u. a. in Saint-Maximin, Saint-Vaast-lès-Mello, Rousseloy und Laigneville.

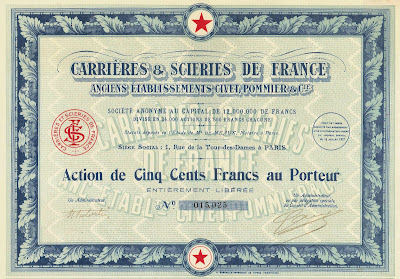
Carrières et Scieries de France, anciens Etablissements Civet, Pommier & Cie

Am 31. März 1927 änderte die Gesellschaft erneut ihren Namen, als sie in eine Aktiengesellschaft umgewandelt wurde. Sie nannte sich Carrières et Scieries de France, anciens Etablissements Civet, Pommier & Cie. Sie betrieb Steinbrüche in Lothringen, Burgund, Ain, Poitou in Charente, Oise und Aisne und besaß auch zahlreiche Steinmetzbetriebe und Steinsägewerke. Sie war unter anderem an der Société des Carrières de Savonnières beteiligt. 1971 wurde das Unternehmen in Rocamat umbenannt und übernahm 1976 die Firmengruppe Dervillé Fèvre, in der sich die Firmen Dervillé, Marbres Français und Fèvre & Cie zusammengeschlossen hatten.
Rocamat hat seinen Hauptsitz auf der L’Île-Saint-Denis im Norden von Paris und betreibt 30 Kalksteinbrüche in Frankreich sowie vier große Verarbeitungsbetriebe. Das Unternehmen beschäftigt 250 Mitarbeiter und verkauft Stein sowohl als Blöcke und Platten als auch als fertige Verkleidungen, Fußböden und Mauerwerk. Im November 2017 musste das Unternehmen Insolvenz anmelden. Das kanadische Unternehmen Polycor bestätigte am 27. Februar 2023, dass es 100 % der Anteile an der Firma übernehmen werde.

## Markenzeichen

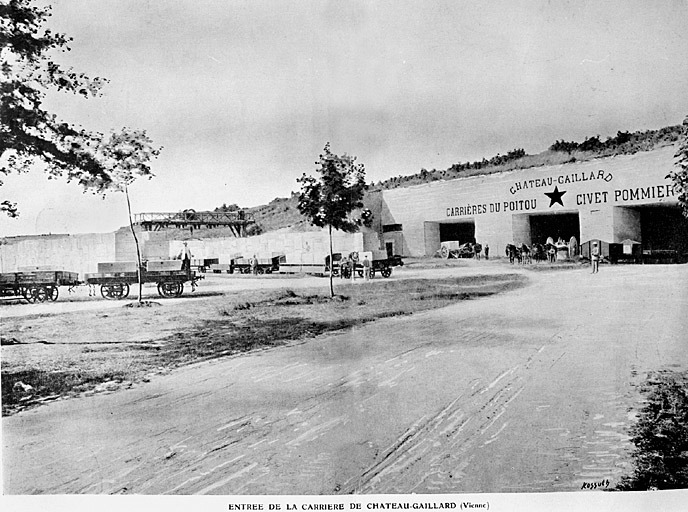
Eingang des Untertage-Steinbruchs Château Gaillard in Migné-Auxances

Der rote Stern auf der Aktie von 1927 war das Steinmetzzeichen der Gesellschaft Civet-Pommier, das in Schwarz auf dem Briefkopf der Gesellschaft, am Eingang bestimmter Steinbrüche (wie dem von Château Gaillard bei Migné im Département Vienne) oder in den Galerien unterirdischer Steinbrüche (Carrière du Chemin de Vez in Éméville) abgebildet wurde. Auch die Gebäude, die für die Zwecke des Steinbruchbetriebs genutzt wurden, trugen den Namen und den Stern. So trägt eines der Häuser Civet Pommier in Eméville noch immer einen Stern an seinem Giebel.

## Liste der wichtigsten Steinbrüche
- Chasseneuil-du-Poitou: Steinbruch von Bonnillet; Tagebau. Boden aus dem mittleren Jura-Oolithikum. Abbau auf einer Höhe von ca. 6 m. Weißer, gräulicher, feinkörniger, regelmäßiger Kalkstein, mit kristallinen Lamellen durchsetzt, etwas zellig. Höhe der Bänke: 0,70 bis 1,50 m.[8]
- Chauvigny: Steinbrüche von Artiges und Peuron; Tagebau. Fast reiner Kalkstein, kompakte Oolithen, die durch einen mikrokristallisierten Calcitzement zusammengehalten werden: mittlerer Jura, Bathonium-Stufe.[8][9]
- Comblanchien: Carrière des Bois am Weg von Comblanchien nach Villers-la-Faye und Vaucrains nördlich des Steinbruchs Carpentier[10]
- Éméville
- Euville[9]
- Jardres: Brétigny; Tagebau: oolithischer Kalkstein, Bathonium-Stufe des Jura.[8]
- Lavoux: Steinbruch Lépine; Tagebau: oolithischer Kalkstein, oberer Jura, Stufe Callovien Oxfordien.[8][9]
- Lérouville[11]
- Pons[9]
- Château Gaillard[9]
- Ravières[12]
- Saint-Vaast-lès-Mello[9]
- Savonnières[9]
- Sireuil[9]
- Tercé: Normandoux; Tagebau: oolithischer Kalkstein.[8]